# Jan de Vries (pater)
Jan de Vries (Bredevoort, 21 maart 1911 – Bafwasende, 19 december 1964) was een Nederlands rooms-katholiek missionaris en pastoor van Lubutu en Batama in het aartsbisdom Stanleyville, Zaïre die het gebied van Belgisch-Congo als zijn levensopdracht zag.

## Geschiedenis
Hij was een kind van Johan de Vries, stationschef van het tramstation te Bredevoort en diens vrouw Aleida Wensink. Toen hij 12 jaar oud was vertrok hij naar Bergen op Zoom naar het Juvenaat van de Priesters van het Heilige Hart van Jezus, na deze opleiding werd hij geprofest op 8 september 1930. Hij volgde daarna studies filosofie in Liesbosch en theologie in Hees (Nijmegen). Op 14 juli 1935 werd Jan tot priester gewijd. Daarna, op 27 augustus 1937, vertrok hij naar Belgisch Congo (Zaïre) waar hij rondreizend missionaris was geworden in het aartsbisdom Stanleyville. Daar trok hij door het oerwoud van dorp naar dorp. Een periode die hij beschreef in het kinderboekje Waar het oerwoud ruist (1938). Later werd hij directeur van enkele scholen in Avakubi (waar hij een zangkoor begeleidde) en Bafwasende als novicemeester waar hij broeders opleidde uit Belgisch Congo. De laatste jaren als missieoverste en pastoor van Lubutu en Batama. In 1960 was De Vries nog in Bredevoort voor de viering van zijn zilveren priesterjubileum.

## Moordpartij Bafwasende 1964

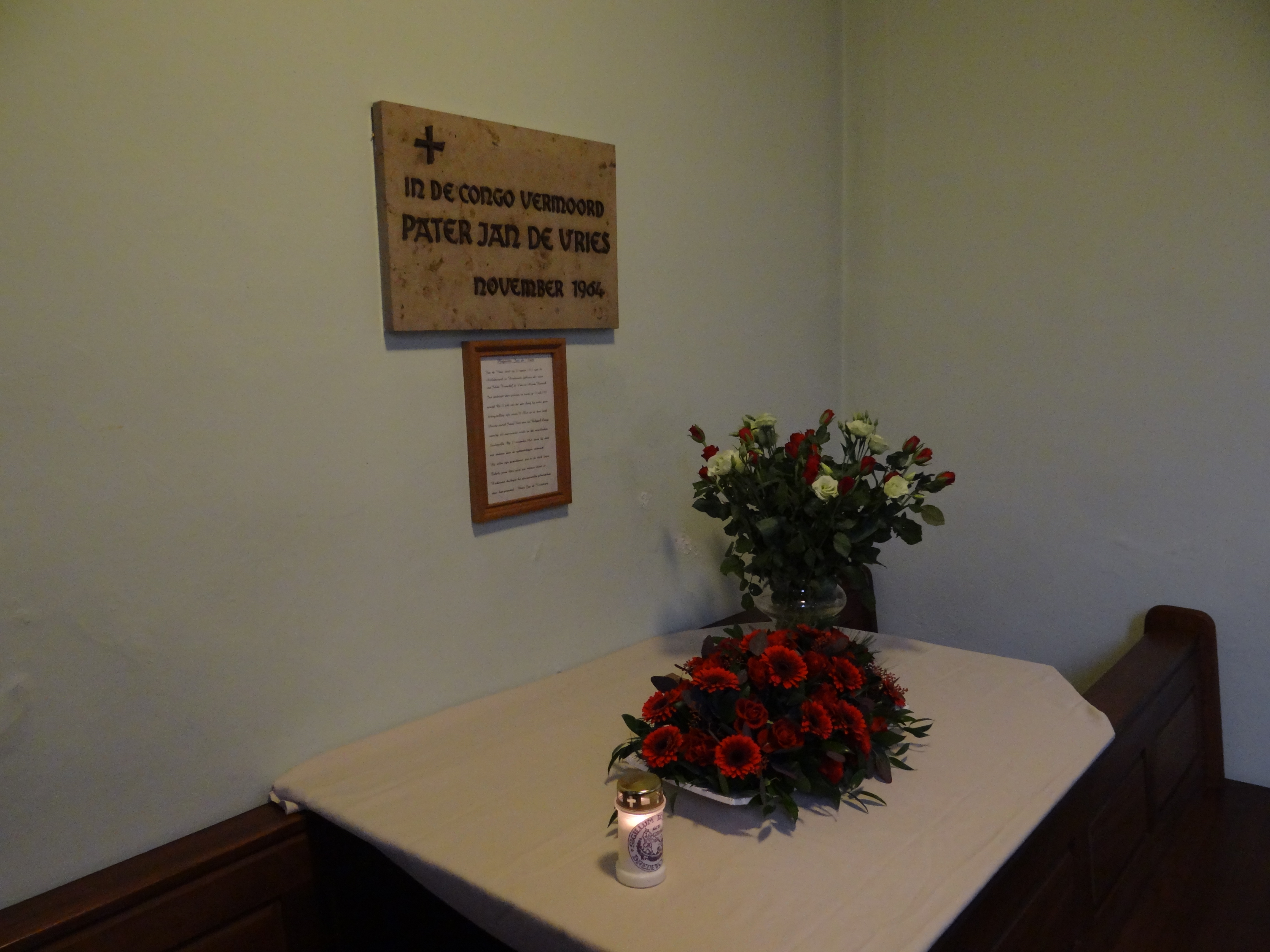
Gedenksteen, 2014

In datzelfde jaar werd Congo onafhankelijk, en toen de Simba's zich tegen de nieuwe regering verzetten, ontstond een burgeroorlog. De Vries was op retraite in Stanleyville, maar keerde daarop meteen terug naar zijn missie in Batama. Daar werd hij op 31 oktober 1964 samen met vier broeders en twee zusters door de rebellen gevangengenomen en mishandeld. Zij waren onder de zevenentwintig personen die met een vrachtauto naar Bafwesende werden vervoerd. Op 25 november werden de paters door een soort krijgsraad ter dood veroordeeld. Op 27 november werden zij naar de oevers van de Lindi bij het dorp Bafwasende gebracht. De achtergebleven vrouwen hoorden mitrailleurvuur. De vrouwen werden op 19 december bevrijd door huurlingen. De dood van Jan de Vries maakte diepe indruk in Bredevoort. Nog hetzelfde jaar werd een gedenksteen in de kerk geplaatst. Toen enkele jaren later zijn huis gesloopt werd om een doorgang te maken naar een nieuw aan te leggen straat heeft de gemeente Aalten besloten (vermoedelijk in 1969) deze straat Pater Jan de Vriesstraat te noemen. In 2014 werd een plechtige herdenkingsdienst gehouden ter herinnering.

## Memoriaal-Kongolo Gentinnes (België)
Het Chapelle-Mémorial Kongolo te Gentinnes, België, is een herdenkingsplaats geworden voor alle slachtoffers vanaf de onafhankelijkheid van Congo (juni 1960) en de ‘troubles’ die daarna volgden tussen 1962 en 1964. Het gaat om een kapel met aan de buitenmuur de namen van de omgekomen missionarissen.